# 산탄젤로 (로마)

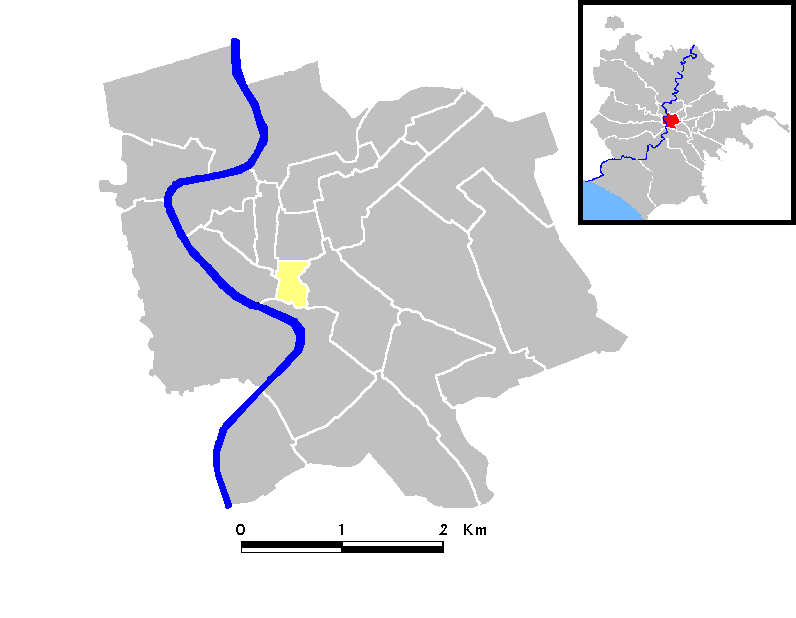
산탄젤로의 위치

산탄젤로(이탈리아어: Sant'Angelo)는 이탈리아 로마의 리오네다. R. XI라고 표기되며, 로마 1구에 속한다.